# Bitva u Mollwitz
Bitva u Mollwitz (Molvic), polsky Bitwa pod Małujowicami, svedená 10. dubna 1741 u vesnice Małujowice v okrese Brzeg, byla prvním větším střetnutím rakouských a pruských vojsk ve válce o rakouské dědictví. Vítězství pruského krále Fridricha II. nad rakouským vojskem, v jehož čele stál hrabě Wilhelm Reinhard von Neipperg, znamenalo upevnění pruské nadvlády nad nedávno obsazeným Slezskem.

## Situace
Po smrti císaře Karla VI. (20. října 1740) napadli Pragmatickou sankci, která měla zaručovat dědická práva Marie Terezie, bavorský a saský kurfiřt. Situace využil pruský král (a braniborský kurfiřt) Fridrich II. a vystoupil s dědickým nárokem na území Slezska. Za postoupení Slezska nabízel uznání Pragmatické sankce, finanční odškodné, podporu Marie Terezie proti útokům nepřátel. Mezitím však již nařídil mobilizaci a 16. prosince 1740 pruská vojska do Slezska vtrhla bez vyhlášení války, ještě dříve, než byly pruské návrhy ve Vídni odmítnuty. Ve Slezsku byl v té době poměrně malý počet rakouských vojáků, takže ho Prusové během šesti týdnů téměř celé ovládli, včetně Vratislavi (něm. Breslau) - rakouské posádky se bránily jen v několika pevnostech. Rakousko  začalo  shromažďovat vojenské síly v Olomouci, do jejich čela byl postaven podmaršál Wilhelm Reinhard von Neipperg. Koncem března 1741 vytáhly rakouské oddíly na sever na záchranu Slezska. Prusové se stáhli z jižních částí Slezska a ustoupili za řeku Nisu. Fridrich II. soustředil různé sbory jako jejich vrchní velitel, obě armády směřovaly k městu Ohlau (Olawa).

## Průběh
Rakouská vojska nocovala v okolí vesnice Mollwitz (dnes Małujowice), v níž měl Neipperg hlavní štáb. O tom, že se ráno 10. dubna proti nim vydala na pochod pruská armáda, se dozvěděli poměrně pozdě. Bitva vypukla brzy odpoledne a dlouho byla poměrně vyrovnaná. Pruská vojska čítala asi 21 000 mužů, rakouská asi 15 800. Prusové měli 53 děl, Rakušané o 24 děl méně. Když to v průběhu bitvy vypadalo, že se vítězství kloní na rakouskou stranu, doporučil pruský polní maršál Kurt von Schwerin Fridrichovi, aby opustil bojiště, a sám převzal velení. Později se situace obrátila a večer se rakouská vojska dala na ústup. V bitvě padli velitelé jezdectva z obou stran, rakouský Römer a pruský Schulenburg, maršál Schwerin byl raněn. Rakouská strana hlásila ztráty 755 mrtvých a 3699 nezvěstných a raněných, pruská strana celkem  4849 mrtvých, nezvěstných a raněných.

## Důsledky
Bitva neznamenala významný zlom v průběhu války, ale pruské vítězství posílilo mezinárodní postavení Fridricha II. 

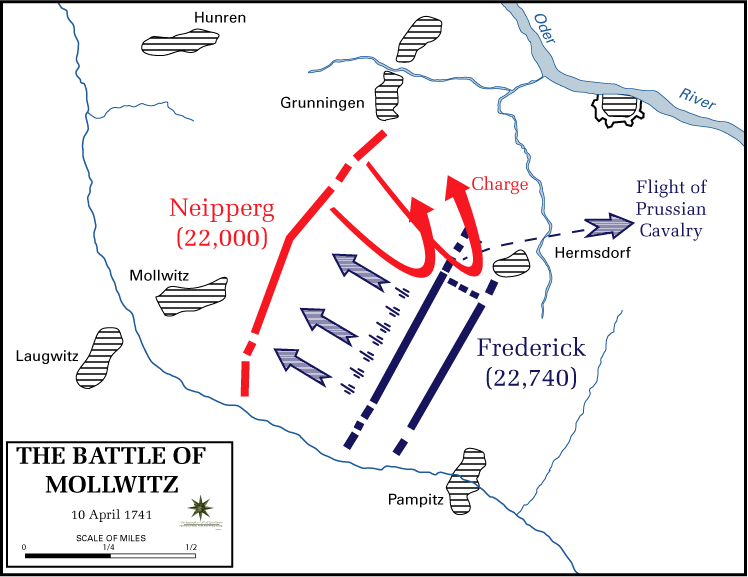